# Steve Themm
Steve Andy Patrick Themm (* 8. September 1991 in Kassel) ist ein deutscher Eishockeytorwart, der seit 2015 beim ESC Paderborn aus der Regionalliga West spielt.

## Karriere
Themm begann mit dem Eishockeysport als Nachwuchsspieler bei der Eishockey Jugend Kassel, mit der er in der Junioren-Bundesliga spielte.
Seine Profikarriere begann in der Saison 2008/09, als der gebürtige Kasseler von Stéphane Richer – dem damaligen Trainer der Kassel Huskies – als Back-up-Goalie in den Profikader geholt wurde. Themm war mit 17 Jahren der jüngste Torwart, der in einen Profikader der Deutschen Eishockey Liga berufen wurde.
Sein erstes Saisonspiel absolvierte der Goalie am 20. Januar 2009 gegen die DEG Metro Stars. Nachdem Adam Hauser – der erste Kasseler Torwart – in der Verlängerung aufgrund einer Schlägerei eine Matchstrafe erhalten hatte, wurde Themm 15 Sekunden vor Schluss eingewechselt. Im anschließenden Penaltyschießen parierte er drei von vier Schüssen der Düsseldorfer und hielt den 4:3-Sieg der Kasseler nach Penaltyschießen. Themm wurde nach diesem Spiel als „Matchwinner“ bezeichnet.
Vor der Saison 2010/11 absolvierte Themm ein Probetraining beim EV Landsberg, kehrte aber Mitte September 2010 zum EJ Kassel zurück. Im Dezember des gleichen Jahres erhielt er eine weitere Spiellizenz für die Icefighters Leipzig aus der Oberliga-Ost. Zur Saison 2012/2013 wechselt Steve Themm zum EHC Dortmund in die Oberliga West. Seit 2015 spielt Themm beim Regionalligisten ESC Paderborn.